# Hemichloreis theata
Hemichloreis theata là một loài bướm đêm trong họ Geometridae.